# Christoph Klauck
Christoph Klauck (* vor 1970) ist ein deutscher Informatiker und Professor an der Hochschule für Angewandte Wissenschaften Hamburg (HAW). Er lehrt dort an der Fakultät Technik und Informatik im Studiendepartment Informatik. Seine speziellen Fachgebiete sind die Künstliche Intelligenz und Verteilte Systeme.

## Leben
Klauck studierte an der Universität Kaiserslautern Informatik und Mathematik und legte dort 1990 seine Diplomprüfung ab. In den Jahren von 1990 bis 1994 war er am Deutschen Forschungszentrum für Künstliche Intelligenz (DKFI) in Kaiserslautern tätig. 1994 promovierte er in Kaiserslautern mit dem Thema A Graph Grammar for Representing and Recognizing Features in CAD/CAM, veröffentlicht im infix-Verlag, DISKI Nr. 66. Er arbeitete danach von 1994 bis 1998 an dem Technologie-Zentrum Informatik und Informationstechnik an der Universität in Bremen, wo er als Assistent im Bereich der Verteilten Künstlichen Intelligenz forschte. In den Jahren 1995 bis 1996 war er auch als Gastforscher im deutschen Softwareentwicklungslabor (GSDL) der Firma IBM tätig. Seit 1998 ist er Professor am Studiendepartment Informatik an der Hochschule für Angewandte Wissenschaften in Hamburg. Daneben ist er auch als Projektberater insbesondere im Bereich Künstliche Intelligenz tätig, z. B. 2007–2010 bei der encoway GmbH.
Christoph Klauck hält Vorlesungen in den Fächern Verteilte Systeme, Mathematische Grundlagen (Diskrete Mathematik), Logik und Berechenbarkeit, Graphentheorie sowie Algorithmen und Datenstrukturen.

## Schriften
- Eine Graphgrammatik zur Repräsentation und Erkennung von Features in CAD/CAM. 1994, 1. Auflage, Akademische Verlagsgesellschaft AKA, Berlin.[1]